# Joseph Chadwick
Joseph Chadwick, född 1909 i York, Pennsylvania, USA, död 1987 i Tampa, Florida, USA, var en amerikansk författare som skrev under egna namnet och under pseudonymerna Jack Barton, John Callahan, John Conway, Jim Conroy, John Creighton, Jim Layne och Jud Blame.

## Biografi
Chadwick inledde sin skrivarkarriär 1935 åt Chicago Daily News Feature Syndicate. Novellen Phantom .45s talk loud, utgiven i september 1948 i Western Aces, filmatiserades 1949 av regissören John English under titel Rim of the canyon med Gene Autry i huvudrollen. Chadwick skulle sedan skriva mer än nittioen böcker, huvudsakligen inom områdena western, äventyr och spionage.
I svensk översättning har flera western-böcker utgivits av Kometförlaget och Wennerbergs Förlag.

### Romaner

#### Jack Barton
- Trail of the damned 1955 (Mannen från Brazos 1963, Mustang 68)
- Gun is in his hand 1956 (Ranchkriget 1957, Pyramid 39)
- Day of the .44 1956 (Blint hat 1965, Mustang 94)
- The mustangers 1957 (Mustangtämjaren 1967, Pyramid 261)

#### John Callahan
- Land beyond the law 1958 (Land utan lag 1960, Pyramid 103)
- Ride the wild land 1965 (En sadelluffare 1966, Prärie 59)
- Ride for vengeance 1967 (Våldets ranch 1968, Prärie 91)

#### Joseph Chadwick
- Gunsmoke reckoning 1951 (Han kom från Texas 1960, Mustang 35)
- Devil's legacy 1952 (Hat i arv 1958, Mustang 4)
- A town to tame 1958 (Sheriffen tar hem spelet 1959, Pyramid 79)
- Edge of the badlands 1960 (Avgrundens rand 1968, Pyramid 283)
- Hangman's valley 1970 (Galgens dal 1972, Prärie 129)
- Last stand for a lawman 1963 (Att dö för pengar 1975, Pyramid 364)

#### John Conway
- The valiant breed 1963, Monarch 349 (Johnny - halvblodet 1964, Prärie 38)

#### John Creighton
- Destroying angel 1956
- Not so evil 1957
- The wayward blone 1958
- Stranglehold 1958 (Döden tar strupgrepp 1961, Jaguar 196)
- Trail by perjury 1958
- Evil is the night 1959
- A hal interest in murder 1960
- The blond cried murder 1961
- okänd originaltitel (I snaran 1964, Jaguar 242)

### Noveller
- Phantom .45s talk loud 1948